# Yayuk Basuki
Yayuk Basuki (* 30. November 1970 in Yogyakarta) ist eine ehemalige indonesische Tennisspielerin.

## Karriere
Basuki begann im Alter von sieben Jahren mit dem Tennissport und wechselte mit 20 Jahren auf die Profitour. Sie bevorzugte dort Rasenplätze.
Auf der WTA Tour gewann sie insgesamt sechs Einzel- und neun Doppeltitel. Dazu kamen fünf Einzel- und 24 Doppeltitel bei ITF-Turnieren. 1998 stand sie in den Top Ten der Doppelweltrangliste. Sie beendete 2004 zunächst ihre Karriere, kehrte 2008 jedoch noch einmal auf die Tour zurück und bestritt dann im März 2012 ihr letztes ITF-Turnier.
Als Mitglied der Olympiamannschaft von Indonesien spielte Basuki bei den Olympischen Spielen 1992 in Barcelona, 1996 in Atlanta und 2000 in Sydney für ihr Land.
Von ihren 90 Partien für die indonesische Fed-Cup-Mannschaft zwischen 1985 und 2011 konnte sie insgesamt 62 gewinnen.
Bemerkenswert ist auch, dass Basuki in den Jahren 1992 bis 1995 viermal in Folge das Achtelfinale in Wimbledon erreichte. Den größten Erfolg ihrer Karriere verbuchte die Rasenspezialistin 1997, als sie dort das Viertelfinale erreichte.

## Turniersiege

### Einzel
| Nr. | Datum            | Turnier      | Kategorie   | Belag             | Finalgegnerin    | Ergebnis      |
| --- | ---------------- | ------------ | ----------- | ----------------- | ---------------- | ------------- |
| 1.  | 21. April 1991   | Pattaya      | WTA Tier V  | Hartplatz         | Naoko Sawamatsu  | 6:2, 6:2      |
| 2.  | 26. April 1992   | Kuala Lumpur | WTA Tier V  | Hartplatz         | Andrea Strnadová | 6:3, 6:0      |
| 3.  | 18. April 1993   | Pattaya      | WTA Tier IV | Hartplatz         | Marianne Werdel  | 6:3, 6:1      |
| 4.  | 2. Mai 1993      | Jakarta      | WTA Tier IV | Hartplatz         | Ann Grossman     | 6:4, 6:4      |
| 5.  | 20. Februar 1994 | Peking       | WTA Tier IV | Hartplatz (Halle) | Kyōko Nagatsuka  | 6:4, 6:2      |
| 6.  | 1. Mai 1994      | Jakarta      | WTA Tier IV | Hartplatz         | Florencia Labat  | 6:4, 3:6, 7:6 |

### Doppel
| Nr. | Datum             | Turnier         | Kategorie    | Belag           | Partnerin          | Finalgegnerinnen                               | Ergebnis      |
| --- | ----------------- | --------------- | ------------ | --------------- | ------------------ | ---------------------------------------------- | ------------- |
| 1.  | 3. Oktober 1993   | Sapporo         | WTA Tier IV  | Teppich (Halle) | Nana Miyagi        | Yone Kamio Naoko Kijimuta                      | 6:4, 6:2      |
| 2.  | 10. Oktober 1993  | Taipeh          | WTA Tier IV  | Hartplatz       | Nana Miyagi        | Jo-Anne Faull Kristine Radford                 | 6:4, 6:2      |
| 3.  | 13. November 1994 | Surabaya        | WTA Tier IV  | Hartplatz       | Romana Tedjakusuma | Kyōko Nagatsuka Ai Sugiyama                    | kampflos      |
| 4.  | 13. Januar 1996   | Hobart          | WTA Tier IV  | Hartplatz       | Kyōko Nagatsuka    | Kerry-Anne Guse Park Sung-hee                  | 7:6, 6:3      |
| 5.  | 25. Mai 1996      | Straßburg       | WTA Tier III | Sand            | Nicole Bradtke     | Marianne Werdel-Witmeyer Tami Whitlinger-Jones | 5:7, 6:4, 6:4 |
| 6.  | 10. August 1997   | Manhattan Beach | WTA Tier II  | Hartplatz       | Caroline Vis       | Larissa Sawtschenko Helena Suková              | 7:6, 6:3      |
| 7.  | 17. August 1997   | Toronto         | WTA Tier I   | Hartplatz       | Caroline Vis       | Nicole Arendt Manon Bollegraf                  | 3:6, 7:5, 6:4 |
| 8.  | 19. November 2000 | Pattaya         | WTA Tier IVb | Hartplatz       | Caroline Vis       | Tina Križan Katarina Srebotnik                 | 6:3, 6:3      |
| 9.  | 24. Februar 2001  | Dubai           | WTA Tier II  | Hartplatz       | Caroline Vis       | Åsa Carlsson Karina Habšudová                  | 6:0, 4:6, 6:2 |